# پادشاهان آلبا لونگا
پادشاهان آلبا لونگا (انگلیسی: Kings of Alba Longa) مجموعه ای از پادشاهان افسانه ای لاتیوم بودند که از شهر باستانی پادشاهی آلبا لونگا حکومت می‌کردند. در سنت اسطوره‌شناسی روم، آنها شکاف ۴۰۰ ساله بین استقرار آینیاس در ایتالیا و پیدایش روم توسط رومولوس را پر می‌کنند. به روایت تیتوس لیویوس در کتاب از پیدایش روم بنیان‌گذار پادشاهی آلبالونگا فردی به‌نام آسکانیوس، فرزند آینیاس، بود.